# Avenue Jean-Janvier
L'avenue Jean-Janvier est un des axes importants de Rennes. Elle relie l'Hôtel Pasteur à la gare de Rennes.

## Situation et accès
L'avenue commence au niveau de la Vilaine au Pont Pasteur et débouche sur la gare de Rennes. D'une longueur d'environ 630 m, l'avenue forme un carrefour important du centre-ville avec les jonctions à l'ouest vers le boulevard de la Liberté et à l'est vers la rue Saint-Hélier.
Sur sa partie nord, l'avenue est bordée notamment par le musée des Beaux-Arts et le lycée Émile Zola, des bâtiments de style Odorico, le siège de France 3 Bretagne et l'Ubu. Sa partie sud est une artère plutôt commerçante, constitués de larges terrasses et de plusieurs hôtels, mais on y trouve également le siège de France Bleu Armorique.

## Origine du nom
Elle doit son nom à Jean Janvier, maire de Rennes pendant quinze ans, de 1908 à 1923. Pour témoigner sa reconnaissance envers l'ancien maire à l'initiative de nombreux projets dans la ville, le conseil municipal de Rennes délibère le 19 décembre 1923 pour renommer l'avenue de la Gare en avenue Jean Janvier.

## Histoire

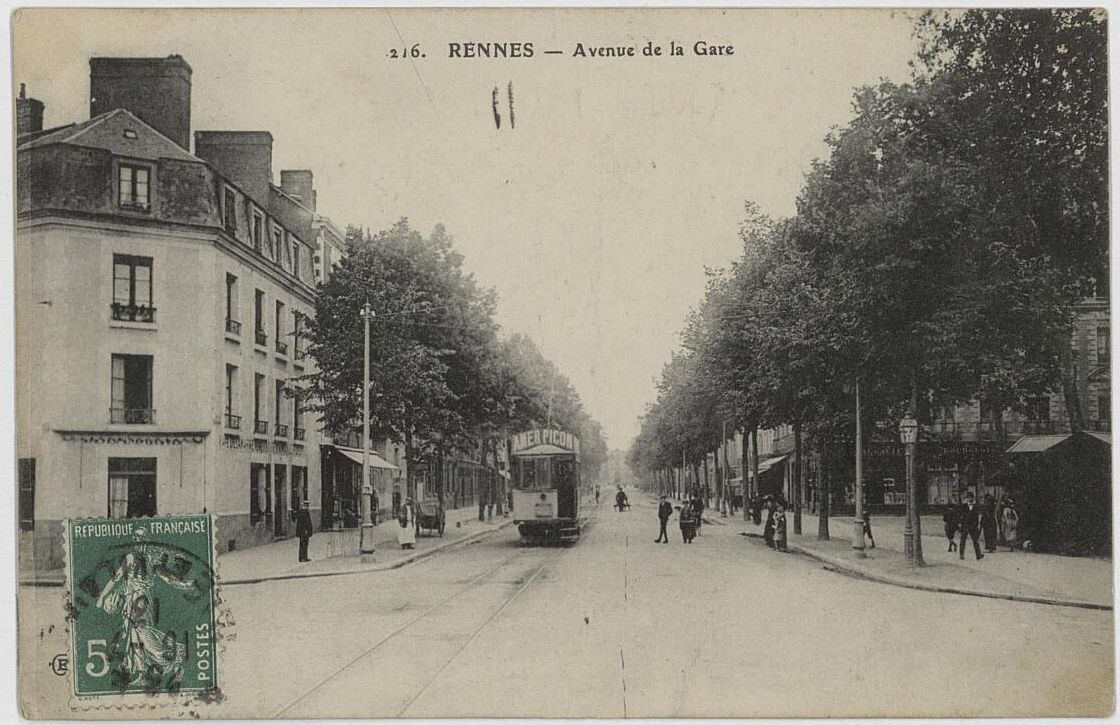
L'avenue de la Gare au début du XX avec une rame de tramway au second plan et le bâtiment de la gare en arrière plan.

L'avenue est percée en 1857 en l'honneur du voyage de Napoléon III et de l'Impératrice Eugénie en Bretagne. Elle porte d'abord le nom d'Avenue Napoléon III puis d'Avenue de la Gare avant de prendre son nom actuel à la mort de Janvier en 1923. 
Elle permet de relier la gare au centre historique, celle-ci étant excentrée et devient rapidement la rue la plus fréquentée de la ville,.
À la fin des années 2010, la section sud de l'avenue, entre la gare et le boulevard de la Liberté est transformée en limitant son accès aux voitures et en élargissant les trottoirs afin de favoriser les terrasses des commerces et les mobilités douces.

## Bâtiments remarquables et lieux de mémoire
- No 2 : Lycée Émile Zola
- No 3 : Immeuble Tomine
- No 7 : Immeuble Poirier
- No 14 : Hôtel des Nétumières